# Soběšice
Obec Soběšice (německy Sobieschitz) se nachází v okrese Klatovy, kraj Plzeňský. Žije zde 382 obyvatel.

## Části obce
- Soběšice
- Damíč
- Mačice

Od 1. ledna 1980 do 31. prosince 1992 k obci patřil i Bukovník.
K obci Soběšice náleží administrativně osady Panské Mlýny a Parýzek. Osadou protéká Novosedelský potok, který je zároveň hranicí mezi Plzeňským a Jihočeským krajem, u osady Parýzek se do něj vlévá Růžďský potok. O osadě se zmiňuje i Karel Klostermann ve svém románu V ráji šumavském, v povídce Na cestě k domovu zas zmiňuje Panské Mlýny. Jihozápadně od obce se nachází přírodní rezervace Na Volešku.

## Historie
První písemná zmínka o obci pochází z roku 1381.